# Soumar

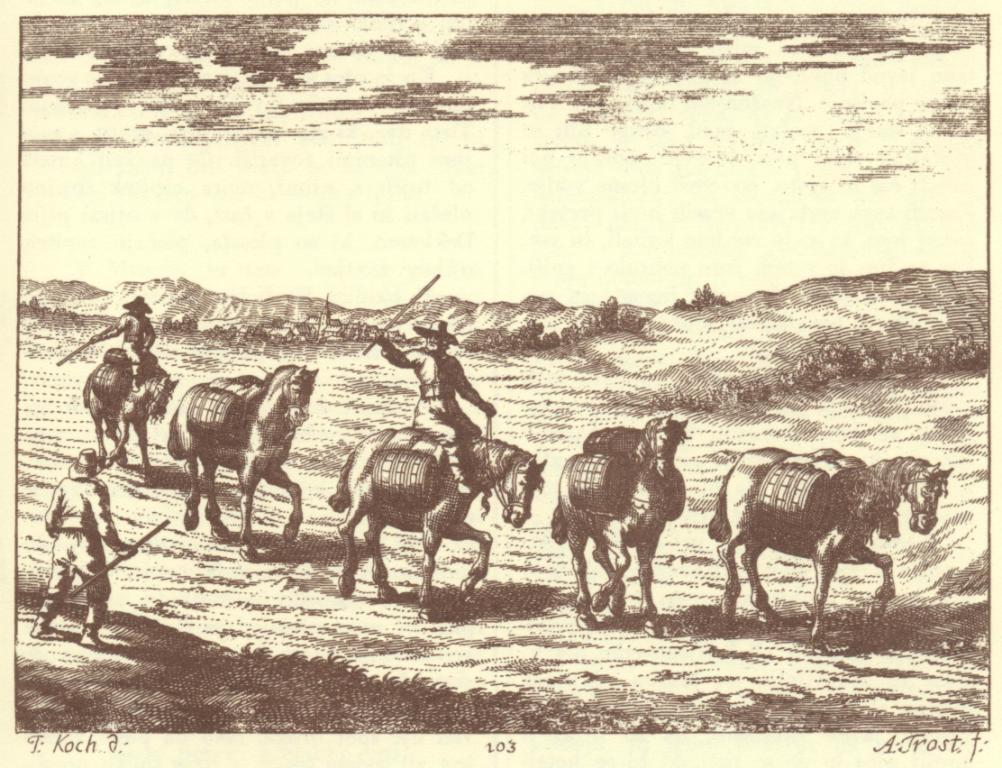
Soumaři se soumary

Soumar, někdy též soumař je z němčiny pocházející označení pro dopravce na starověkých a středověkých obchodních cestách vedoucích přes Alpy a z Alp do střední Evropy, který převážel náklad pomocí zvířat. V češtině se pojem soumar užívá i pro soumarské zvíře nosící náklad – nejčastěji pro koně, osla, mezka, mulu, velblouda.

## Etymologie
Slovo soumar pochází z německého Säumer, v rakouské němčině Samer. Saum znamená okraj. V originále slovo Säumer označuje člověka, který vodil, pronajímal či vlastnil zvířata nosící náklad. Samotné zvíře je označováno Saumtier. 

## Činnost soumarů
Soumaři byli většinou sedláci, kteří zboží přepravovali za odměnu ve vlastní režii nebo ve službách velkoobchodníků. Z bezpečnostních důvodů se sdružovali do karavan, případně je doprovázeli ozbrojenci. Karavany putovaly po celý rok, ale hlavní sezóna byla v době po skončení žní. Soumaři přepravovali především sůl, drahé látky, jižní plody, koření a víno, obilí, slad, med, chmel, vlnu, kůže, pivo a další především potravinářské produkty. Zboží přepravovali na hřbetech soumarských koní, případně mezků a mul. Denně urazili 25–30 km, nocovali v k tomu účelu zbudovaných sídlištích. Soumaři přepravovali zboží například na Zlaté stezce.

## Soumarská zvířata
Osel se využíval od nejstarších dob zejména v celém okruhu Středozemního moře, též v Súdánu, Jižní Africe a severní Číně. Unese 60 až 80 kg, je nenáročný na stravu a pití, hodí se do suchých krajin.
Kůň potřebuje lepší stravu a více vody k pití než osel, ale je rychlejší, dokáže přebrodit či dokonce i přeplavat řeky a unese větší náklad než osel, kolem 100 až 150 kg.
Mula se využívala hojně ve Středomoří i v Číně. Unese tolik co kůň, ale hodí se lépe pro suché podnebí.
Velbloud je předním soumarským i jezdeckým zvířetem v oblasti pouští a stepí. Unese až 200 kg.
Lama byla dříve využívána v Andách. Unese pouze 30 až 50 kg a má malý denní výkon.
Jak byl nákladním i jezdeckým zvířetem v Tibetu.
Kozy i ovce byly využívány v Tibetu na zvláště neschůdných horských cestách. Může se jim naložit břemeno nejvýše 10 až 15 kg.
Slon indický unese ze všech soumarských zvířat největší náklad, 300 až 500 kg. Za den neurazí ale více než 30 km. V minulosti se využíval i v indické armádě k dopravě děl.
V této kapitole uvedený popis používaných soumarských zvířat, jejich nosnost i teritorium, kde byla využívána, byl publikován v roce 1923, kdy bylo využívání soumarských zvířat rozšířenější, než dnes, a může se od současných reálií lišit.